# To Pimp a Butterfly
To Pimp a Butterfly ist das dritte Studioalbum des US-amerikanischen Rappers Kendrick Lamar. Es erschien am 15. März 2015 über die Independent-Labels Top Dawg und Aftermath Entertainment sowie die Universal-Tochter Interscope Records.
To Pimp a Butterfly wurde mit insgesamt fünf Grammy Awards ausgezeichnet, als Bestes Rap-Album, Beste Rap-Performance, zweimal für den Besten Rap-Song und für die Beste Rap-Kollaboration. Als eines der ersten Hip-Hop-Werke wurde es 2017 in der Harvard University Library archiviert.
Das Cover-Foto stammt von Denis Rouvre.

## Titelliste
1. Wesley’s Theory (feat. George Clinton & Thundercat) – 4:47
2. For Free? (Interlude) – 2:10
3. King Kunta – 3:54
4. Institutionalized (feat. Bilal, Anna Wise & Snoop Dogg) – 4:31
5. These Walls (feat. Bilal, Anna Wise & Thundercat) – 5:00
6. u – 4:28
7. Alright – 3:39
8. For Sale? (Interlude) – 4:51
9. Momma – 4:43
10. Hood Politics – 4:52
11. How Much a Dollar Cost (feat. James Fauntleroy & Ronald Isley) – 4:21
12. Complexion (A Zulu Love) (feat. Rapsody) – 4:23
13. The Blacker The Berry (feat. Assassin) – 5:28
14. You Ain’t Gotta Lie (Momma Said) – 4:01
15. i – 5:36
16. Mortal Man – 12:07

## Kritiken
Die US-Website Metacritic.com, welche Kritiken von verschiedenen Redaktionen zusammenfasst, bewertet das Album mit durchschnittlich 96 %. In der Datenbank ist To Pimp a Butterfly eines der höchstbewerteten Rap-Alben.
Für Hiphop.de schrieb Aria Nejati, das Album sei „eine Herausforderung für seinen aufmerksamen Hörer“. Wer es schaffe, das Album musikalisch zu verstehen, habe „noch einiges an Textverständnisarbeit zu verrichten“. To Pimp A Butterfly habe die Erwartungen „mit Leichtigkeit übertroffen“ und ziele „auf die Schublade mit Marvin Gayes What’s Going On ab“.
Die E-Zine Laut.de bewertete To Pimp A Butterfly mit fünf von möglichen fünf Punkten. Der Redakteur David Maurer erklärt Lamars drittes Album zum „ besten und bedeutendsten Rap-Album des Jahres“.
Auch die Frankfurter Allgemeine Sonntagszeitung lobte das Album: „Dieses Album ist eine durchkomponierte Rap-Oper. Dieses Album ist eine Bombe.“
Sven Aumiller, Redakteur des HipHop-Magazins MZEE, bezeichnet die Platte als „Escher-eskes Kunstwerk“, in welchem trotz anfänglicher Verwirrung alles logisch ineinander verwoben bleibe. Mit To Pimp A Butterfly sei dem Künstler ein weiterer Geniestreich gelungen.
Auf der Online-Datenbank Rate Your Music hat das Album bei über 65.000 Bewertungen eine Wertung von 4,36/5 und ist damit das höchstbewertete Album der Plattform.
To Pimp A Butterfly sei ein aufrührerisches Werk, in dem Lamar sich selbst, seine Umgebung und Amerika als Ganzes untersuche, schrieb Siobhan Kane in The Quietus. Als es ankam, hätte sich alles geändert, und drei Jahre später gewann er 2017 den Pulitzer-Preis für DAMN., der erste Künstler außerhalb der Genres Klassik und Jazz, dem dies gelang. Der Philosoph John Dewey habe 1927 in seinem Buch „The Public and Its Problems“ geschrieben: „Das Lokale ist das ultimative Universelle und so nah an einem Absoluten, wie es existiert.“ To Pimp a Butterfly verkörpere diese Aussage auf strahlende Weise.

## Kommerzieller Erfolg
Beim Streaming-Dienst Spotify stellte das Album einen Rekord auf, da es am ersten Tag 9,6 Millionen Mal aufgerufen wurde.

### Chartplatzierungen
| ChartsChartplatzierungen       | Höchstplatzierung | Wochen |
| ------------------------------ | ----------------- | ------ |
| Deutschland (GfK)              | 7 (11 Wo.)        | 11     |
| Österreich (Ö3)                | 15 (8 Wo.)        | 8      |
| Schweiz (IFPI)                 | 3 (18 Wo.)        | 18     |
| Vereinigte Staaten (Billboard) | 1 (171 Wo.)       | 171    |
| Vereinigtes Königreich (OCC)   | 1 (40 Wo.)        | 40     |

| ChartsJahrescharts (2015)      | Platzierung |
| ------------------------------ | ----------- |
| Vereinigte Staaten (Billboard) | 16          |
| Vereinigtes Königreich (OCC)   | 55          |

| ChartsJahrescharts (2016)      | Platzierung |
| ------------------------------ | ----------- |
| Vereinigte Staaten (Billboard) | 61          |

| ChartsJahrescharts (2017)      | Platzierung |
| ------------------------------ | ----------- |
| Vereinigte Staaten (Billboard) | 181         |

### Auszeichnungen für Musikverkäufe
In den Vereinigten Staaten wurde das Album über eine Million Mal verkauft und erreichte somit Platinstatus. Es verkaufte sich dort alleine in der ersten Woche über 324.000 Mal.
| Land/Region                  | Auszeichnungen für Musikverkäufe (Land/Region, Auszeichnung, Verkäufe) | Verkäufe  |
| ---------------------------- | ---------------------------------------------------------------------- | --------- |
| Australien (ARIA)            | Platin                                                                 | 70.000    |
| Dänemark (IFPI)              | 2× Platin                                                              | 40.000    |
| Deutschland (BVMI)           | Gold                                                                   | 100.000   |
| Finnland (IFPI)              | Platin                                                                 | 20.000    |
| Italien (FIMI)               | Gold                                                                   | 25.000    |
| Kanada (MC)                  | 2× Platin                                                              | 160.000   |
| Neuseeland (RMNZ)            | 3× Platin                                                              | 45.000    |
| Österreich (IFPI)            | Gold                                                                   | 7.500     |
| Polen (ZPAV)                 | Gold                                                                   | 10.000    |
| Vereinigte Staaten (RIAA)    | Platin                                                                 | 1.000.000 |
| Vereinigtes Königreich (BPI) | Platin                                                                 | 300.000   |
| Insgesamt                    | 4× Gold · 11× Platin ·                                                 | 1.777.500 |

Hauptartikel: Kendrick Lamar/Auszeichnungen für Musikverkäufe